# Linia kolejowa nr 69
Linia kolejowa nr 69 Rejowiec – Hrebenne – drugorzędna, jednotorowa, w większości niezelektryfikowana linia kolejowa łącząca stację Rejowiec z przejściem granicznym Hrebenne – Rawa Ruska.

## Historia
Pierwszy odcinek linii kolejowej z Rawy Ruskiej do stacji Bełżec został otwarty w 1887 roku. W 1916 roku został ukończony dalszy odcinek do Rejowca. 
29 grudnia 1984 roku zelektryfikowano odcinek Rejowiec – Żulin, jednak w pierwszym dziesięcioleciu XXI w. sieć trakcyjna została tam zdemontowana.
29 marca 2006 w pobliżu Izbicy doszło do wykolejenia pociągu towarowego z powodu podmycia toru przez silne opady deszczu. W wyniku wypadku zostało zniszczonych kilkanaście metrów toru, natomiast znacznie uszkodzony tabor kolejowy doprowadził to do wstrzymania ruchu pociągów na ponad miesiąc.
We wrześniu 2009 roku zawieszono kursowanie międzywojewódzkich pociągów pasażerskich na całej linii. Od marca 2011 wznowiono kursowanie pociągu TLK z Zamościa do Zielonej Góry, a od 29 kwietnia 2011 sezonowo do końca wakacji uruchomiono połączenia do Bełżca i całoroczne do Zamościa. W sezonie wakacyjnym 2012 w rozkładzie jazdy znalazły się także połączenia Jarosław – Horyniec-Zdrój – Zamość/Lublin.
W ramach programu Kolej+ planowana jest modernizacja linii kolejowej nr 69 połączona elektryfikacją na odcinku Rejowiec – Zawada wraz z budową łącznicy Kolonia – Płoskie Zamojskie, która pozwoli na ominięcie stacji w Zawadzie i ma umożliwić płynny przejazd z Zamościa do Rejowca bez potrzeby zmiany biegu pociągu. 8 listopada 2022 roku podpisano umowę na wykonanie prac.

## Charakterystyka techniczna
Linia na użytkowanych odcinkach jest klasy D3; maksymalny nacisk osi wynosi 221 kN dla lokomotyw oraz wagonów, a maksymalny nacisk liniowy wynosi 71 kN (na 1 metr bieżący toru). Sieć trakcyjna jest typu C95-C oraz jest przystosowana, w zależności od odcinka, do maksymalnej prędkości do 110 km/h; obciążalność prądowa wynosi 1150 A, a minimalna odległość między odbierakami prądu wynosi 20 m.
Na linii zostały wprowadzone ograniczenia w związku z niezachowaną skrajnią budowli linii kolejowej – nieodpowiednia odległość peronów od osi toru na posterunkach Krasnystaw Fabryczny, Izbica, Bełżec oraz Lubycza Królewska. Dodatkowo posterunki Susiec, Bełżec i Hrebenne są czynne w godzinach 7:00 – 19:00.
Linia dostosowana jest, w zależności od odcinka, do prędkości do 120 km/h, przy czym prędkość konstrukcyjna 120 km/h występuje na odcinkach Rejowiec – Zwierzyniec Towarowy oraz Zwierzyniec Towarowy – Hrebenne (GP). Obowiązują następujące prędkości maksymalne dla pociągów:
| kilometraż | kilometraż | pociągi pasażerskie                         | autobusy szynowe i EZT                      | pociągi towarowe                            |
| od         | do         | Tor nieparzysty (kierunek: Granica Państwa) | Tor nieparzysty (kierunek: Granica Państwa) | Tor nieparzysty (kierunek: Granica Państwa) |
| -0,340     | 13,550     | 90                                          | 90                                          | 60                                          |
| 13,550     | 42,680     | 80                                          | 80                                          | 60                                          |
| 42,680     | 53,900     | 120                                         | 120                                         | 80                                          |
| 53,900     | 136,030    | 70                                          | 70                                          | 50                                          |
| 136,030    | 138,042    | 0                                           | 0                                           | 0                                           |

## Eksploatacja
Linia jest wykorzystywana zarówno w ruchu towarowym do obsługi przyległych do niej bocznic, stacji towarowych oraz punktu przeładunkowego w Szczebrzeszynie, jak i w ruchu pasażerskim przez pociągi regionalne i dalekobieżne.